# Associação Vôlei Bauru 2022-2023
Questa voce raccoglie le informazioni riguardanti l'Associação Vôlei Bauru nella stagione 2022-2023.

## Stagione
L'Associação Vôlei Bauru utilizza la denominazione sponsorizzata Sesi Vôlei Bauru nella stagione 2022-23.
Partecipa al suo ottavo campionato di Superliga Série A: dopo il sesto posto in regular season, partecipa ai play-off scudetto, eliminato ai quarti di finale dal Minas, chiudendo pertanto con un sesto posto finale. Nelle altre competizioni nazionali, si aggiudica la Supercoppa brasiliana ai danni del Minas, mentre in Coppa del Brasile viene eliminato ai quarti dal Fluminense, ottenendo anche in questo caso un sesto posto finale.
In ambito locale conquista il suo secondo Campionato Paulista, mentre a livello continentale è di scena al campionato sudamericano, dove viene sconfitto dal Praia Clube in semifinale, per poi aggiudicarsi la finale per il terzo posto contro il Regatas Lima.

## Organigramma societario
Area direttiva
- Presidente: Reinaldo Mandaliti

Area tecnica
- Allenatore: Marcos Kwiek
- Secondo allenatore: Fabiano Kwiek
- Assistente allenatore: Eduardo Gonçalves
- Preparatore atletico: Ricardo Oliboni

Area sanitaria
- Fisioterapista: José Bassan Franco

## Rosa
| N° | Nome               | Ruolo | Data di nascita   | Nazionalità sportiva |
| -- | ------------------ | ----- | ----------------- | -------------------- |
| 1  | Thaís de Souza     | S     | 18 aprile 1988    | Brasile              |
| 2  | Maria Luiza Elói   | O     | 20 settembre 2002 | Brasile              |
| 3  | Danielle Lins      | P     | 5 gennaio 1985    | Brasile              |
| 4  | Lorena Viezel      | C     | 21 luglio 1999    | Brasile              |
| 5  | Jaqueline Schmitz  | S     | 2 novembre 2003   | Brasile              |
| 6  | Ivna Marra         | O     | 25 gennaio 1990   | Brasile              |
| 7  | Kátia da Silva     | C     | 4 ottobre 2002    | Brasile              |
| 8  | Milena Souza       | C     | 14 febbraio 2002  | Brasile              |
| 9  | Mayhara da Silva   | C     | 9 aprile 1989     | Brasile              |
| 10 | Sabrina Groth      | S     | 7 giugno 2000     | Brasile              |
| 11 | Letícia Gomes      | L     | 29 febbraio 1996  | Brasile              |
| 12 | Karina Barbosa     | S     | 30 novembre 1998  | Brasile              |
| 13 | Laíssa Rosa        | P     | 15 marzo 2003     | Brasile              |
| 14 | Camila Brandalise  | P     | 24 agosto 2004    | Brasile              |
| 15 | Ananda Marinho     | P     | 3 maggio 1989     | Brasile              |
| 16 | Nicole de Oliveira | S     | 28 ottobre 2004   | Brasile              |
| 17 | Gabriella da Silva | L     | 10 marzo 1999     | Brasile              |
| 18 | Mayany de Souza    | C     | 24 novembre 1996  | Brasile              |
| 19 | Léia da Silva      | L     | 1º marzo 1985     | Brasile              |
| 20 | Thays Oliveira     | C     | 7 gennaio 2004    | Brasile              |

## Statistiche

### Statistiche di squadra
| Competizione            | Punti | In casa | In casa | In casa | In trasferta | In trasferta | In trasferta | Totale | Totale | Totale |
| Competizione            | Punti | G       | V       | P       | G            | V            | P            | G      | V      | P      |
| ----------------------- | ----- | ------- | ------- | ------- | ------------ | ------------ | ------------ | ------ | ------ | ------ |
| Superliga Série A       | 38    | 12      | 7       | 5       | 12           | 5            | 7            | 24     | 12     | 12     |
| Coppa del Brasile       | -     | 1       | 0       | 1       | 0            | 0            | 0            | 1      | 0      | 1      |
| Supercoppa brasiliana   | -     | -       | -       | -       | -            | -            | -            | 1      | 1      | 0      |
| Campionato sudamericano | 6     | -       | -       | -       | -            | -            | -            | 5      | 3      | 2      |
| Totale                  | -     | 13      | 7       | 6       | 12           | 5            | 7            | 31     | 16     | 15     |

### Statistiche dei giocatori
| Giocatrice     | Superliga Série A | Superliga Série A | Superliga Série A | Superliga Série A | Superliga Série A |
| Giocatrice     | P                 | PT                | AV                | MV                | BV                |
| -------------- | ----------------- | ----------------- | ----------------- | ----------------- | ----------------- |
| K. Barbosa     | 19                | 173               | 139               | 20                | 14                |
| C. Brandalise  | 1                 | 0                 | 0                 | 0                 | 0                 |
| G. da Silva    | 5                 | 0                 | 0                 | 0                 | 0                 |
| L. da Silva    | 9                 | 0                 | 0                 | 0                 | 0                 |
| K. da Silva    | 7                 | 0                 | 0                 | 0                 | 0                 |
| M. da Silva    | 21                | 202               | 150               | 42                | 10                |
| N. de Oliveira | 15                | 19                | 16                | 1                 | 2                 |
| M. de Souza    | 14                | 67                | 46                | 19                | 2                 |
| T. de Souza    | 23                | 331               | 280               | 24                | 27                |
| M.L. Elói      | 3                 | 0                 | 0                 | 0                 | 0                 |
| L. Gomes       | 22                | 0                 | 0                 | 0                 | 0                 |
| S. Groth       | 22                | 144               | 132               | 6                 | 6                 |
| D. Lins        | 24                | 64                | 27                | 19                | 18                |
| A. Marinho     | 14                | 3                 | 0                 | 0                 | 3                 |
| I. Marra       | 23                | 200               | 171               | 28                | 1                 |
| T. Oliveira    | 0                 | 0                 | 0                 | 0                 | 0                 |
| L. Rosa        | 4                 | 0                 | 0                 | 0                 | 0                 |
| J. Schmitz     | 21                | 67                | 55                | 11                | 1                 |
| M. Souza       | 1                 | 0                 | 0                 | 0                 | 0                 |
| L. Viezel      | 24                | 211               | 148               | 48                | 15                |

P = presenze; PT = punti totali; AV = attacchi vincenti; MV = muri vincenti; BV = battute vincenti

NB: Non sono disponibili i dati relativi alla Coppa del Brasile, alla Supercoppa brasiliana, al campionato sudamericano e, di conseguenza, quelli totali.